# Bruno Barbey
Bruno Barbey (Rabat, Protectorado francés de Marruecos,  13 de febrero de 1941 - Orbais-l'Abbaye, Francia, 9 de noviembre de 2020) fue un fotógrafo marroquí nacionalizado francosuizo, fotoperiodista de la agencia Magnum. Recibió la Orden Nacional del Mérito de Francia en 1985.

## Formación y carrera
Realizó su formación en fotografía y artes gráficas a finales de la década de los cincuenta —de 1959 a 1960—, en la Escuela de Artes y Oficios de la ciudad suiza de Vevey. Una vez terminados sus estudios, inició su trayectoria profesional; así, Italia se convierte en un referente de parte de su trabajo desde 1961 hasta mediados de los años sesenta. Además, a lo largo de esta época pasa a desempeñar el cargo de comisionado de Ediciones Rencontre en Lausana para África y Europa, y el de asistente para Vogue. Desde 1964, pasó a convertirse en miembro asociado a la agencia Magnum, en paralelo a su carrera de fotoperiodista.
Es autor de un conjunto de fotografías por las calles parisinas de Mayo del 68, además de diversos trabajos que recorren la mayoría del mundo en guerra —desde Kuwait a Nigeria, pasando por Irlanda y Camboya— y aquellos que retratan la visión personal de su Marruecos natal. 
Ha expuesto en galerías y museos de Shanghái, Madrid, Estambul, París y Berlín, entre otros, además de haber publicado más de una docena de libros y haber participado en varias películas.
En 2016 Barbey fue elegido miembro de la Academia de Bellas Artes del Instituto de Francia.
Falleció de un ataque cardíaco el 9 de noviembre de 2020 en Roubaix.